# Будда Дхату Джади
Будда Дхату Джади (бенг. বুদ্ধ ধাতু জাদি; бирм. ဗုဒ္ဓဓာတုစေတီ, также известен как Золотой храм Бандарбана) расположен недалеко от города Балагхата, в городе Бандарбан, в Бангладеш. Дхату — это материальные останки святого человека, реликвии в этом храме принадлежат Будде. Это крупнейший храм буддизма Тхеравады в Бангладеш, в нём находится вторая по величине в стране статуя Будды.
Золотой храм Бандарбана принадлежит к буддийскому ордену Тхеравады, который практикуется коренным народом марма, доминирующей этнической группой Бандарбана. Он был построен в 2000 году в араканском архитектурном стиле, заимствованном из стиля Юго-Восточной Азии.

## Расположение

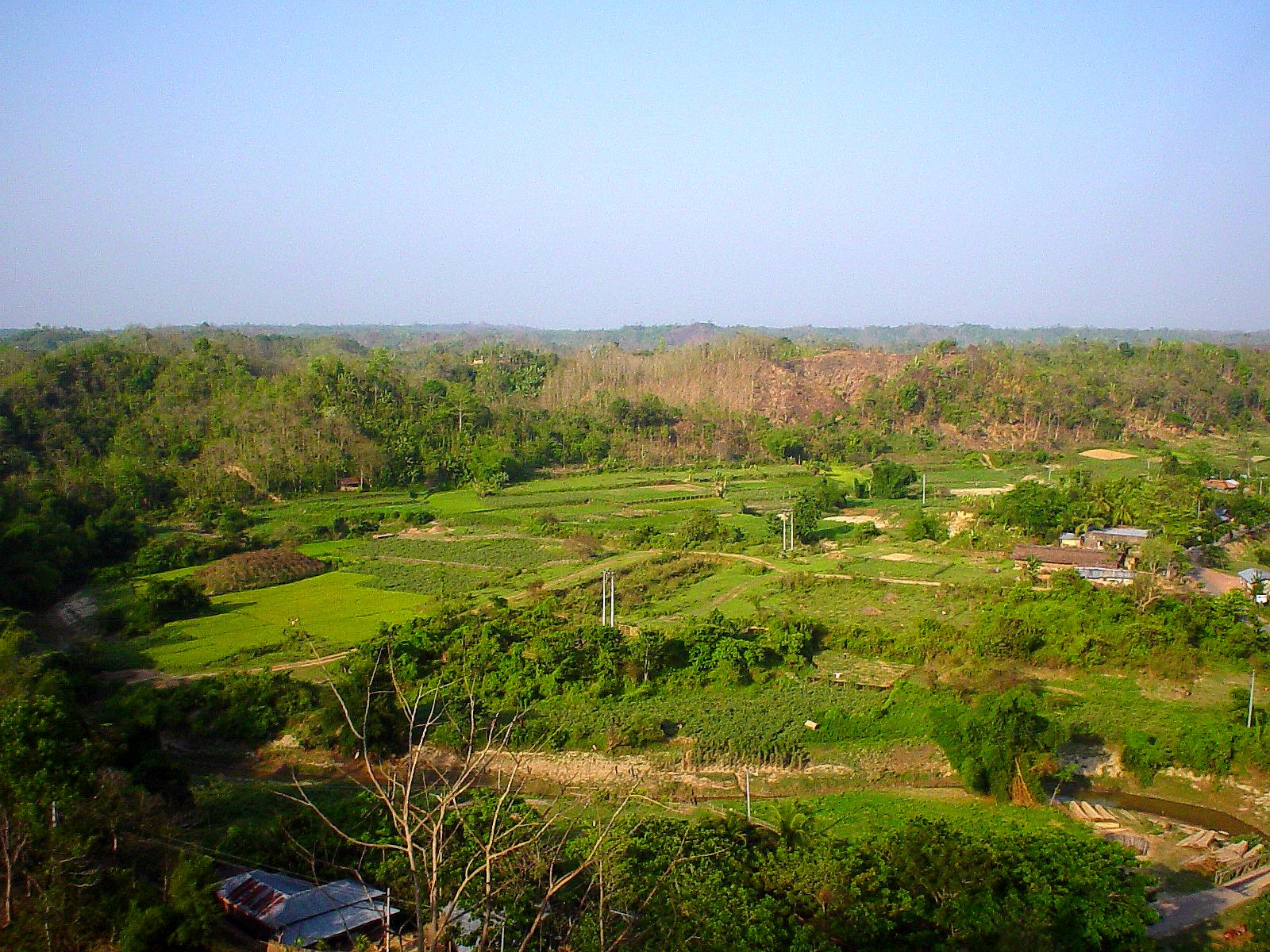
Вид на зелёные холмы и долину Бандарбана

Буддийский храм на местном языке называется Кьянг. Он расположен в отдалённом районе Бандарбан-Хилл на юго-востоке Бангладеш, который является частью Читтагонгского округа Читтагонгского горного района. Храм расположен в горном городе Бандарбан, где находятся две высочайшие вершины с пологими холмами, покрытые густыми лесами с пышной растительностью — Тэджингдонг (4000 футов (1200 м)) и Кеокерадонг (4632 фута (1412 м)). Через город протекает река Сангу. Неподалёку находится водопад. Храм построен на вершине холма на высоте 60 метров (200 футов), который отдалён от города Балагхат примерно на 4 километра (2,5 миль) и на 10 километров (6,2 миль) — от города Бандербан. На холме также есть озеро, известное как Дебота Пукур (что означает «пруд Бога»).

## История

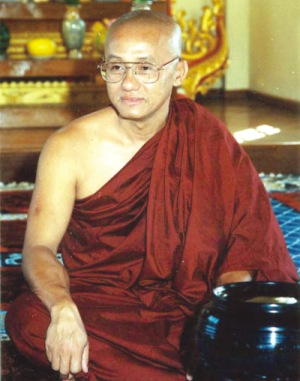
Достопочтенный У Панья Джота Махатхера, основатель и главный священник храма

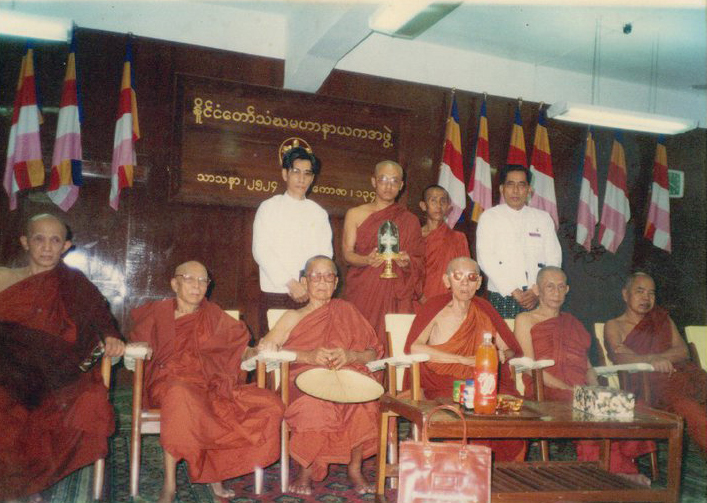
Дхату Будды (реликвия), подаренная Государственным комитетом Сангхи Маханаяки в Янгоне, Мьянма, в 1994 году.

В Бандарбане проживает большое количество буддистов. Буддизм исповедуют 0,7 % населения Бангладеш, преимущественно мусульманской страны. Буддизм является третьей по величине религией в Бангладеш, преимущественно практикуеися Тхеравада. Большинство буддистов проживают в юго-восточном районе Читтагонг и Читтагонгском горном районе.
В Бангладеш буддизм Тхеравады, ныне практикуемый как «Сангхарадж Никая», появился в конце XIX века, заменив многие старые формы буддизма, практиковавшиеся до того времени.
Достопочтенный У Паннья Джота Махатхера — основатель и главный священник храма. Он принадлежит к королевской семье Бохмонг из Бандарбана. С 1991 года он монах Тхеравады. В течение 8 лет он работал в правительстве Бангладеш в качестве старшего помощника судьи. Дхату (реликвия) Будды, хранящаяся в храме, была подарком, преподнесенным достопочтенному У Паннья Джота Махатера в 1994 году Государственным комитетом Сангха Маха Наяка Мьянмы.

## Архитектура

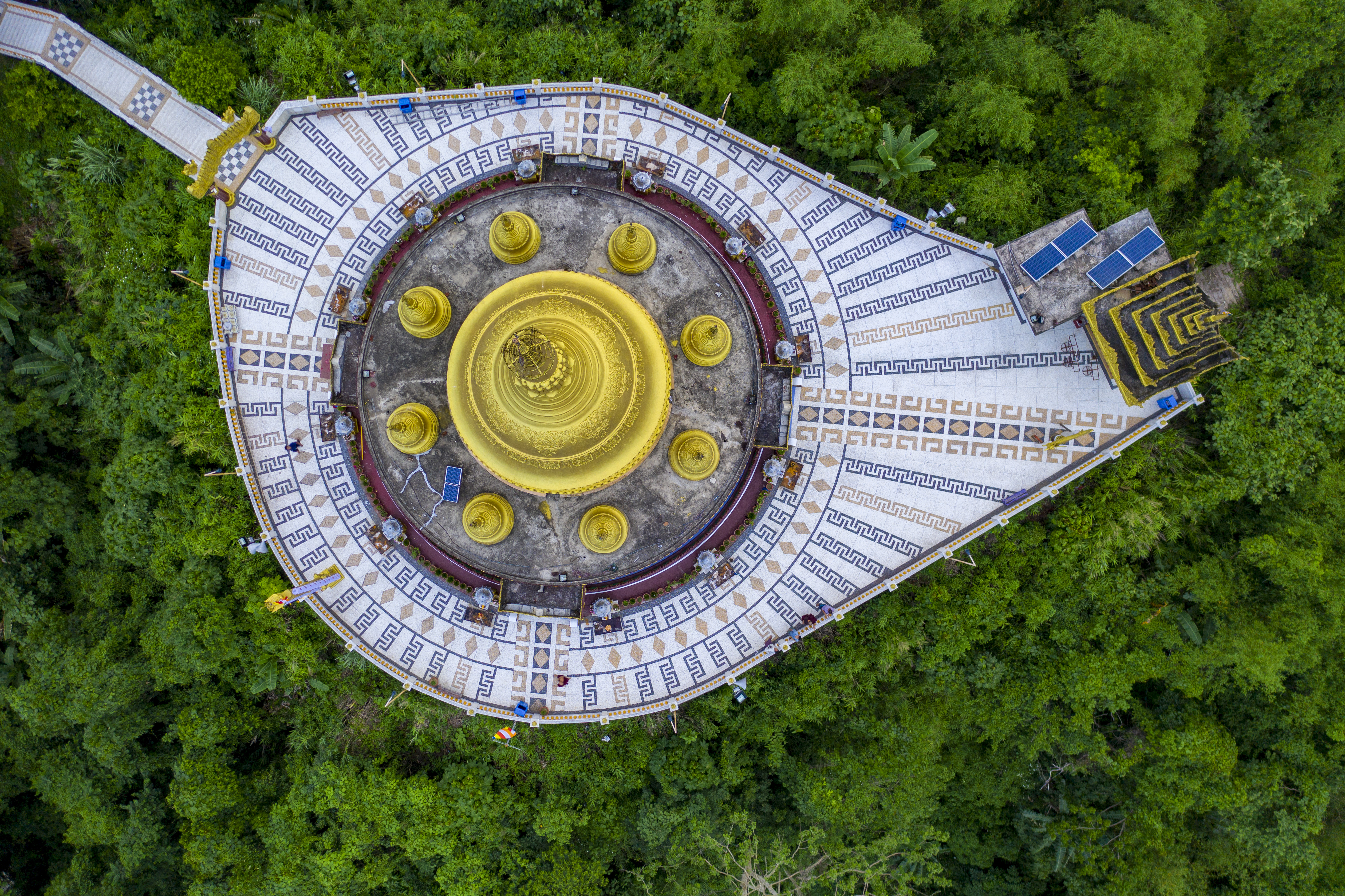
Вид на храм с воздуха

К храму, построенному на вершине холма, ведёт лестница, украшенная скульптурами. Помимо второй по величине статуи Будды, хранящейся в святилище, на территории храма есть статуи поменьше и золотой колокол, установленный на драконе. Строительство храма было начато в 1995 году и завершено в 2000 году. Дхату, телесные реликвии Будды, хранятся здесь под четырьмя статуями Будды. Буддисты обычно верят, что это приносит душевный покой и счастье. В настоящее время храм является частью проекта развития туризма «Буддийский круговой тур», спонсируемого Южно-Азиатским субрегиональным экономическим сотрудничеством.
На территории храма соблюдается строгий дресс-код: «никаких шорт и обуви».